# Derwentside
Derwentside was tot 1 april 2009 een Engels district in Durham en telt 85.074 inwoners. De oppervlakte bedraagt 270,8 km².
Van de bevolking is 17,3% ouder dan 65 jaar. De werkloosheid bedraagt 3,9% van de beroepsbevolking (cijfers volkstelling 2001).

## Plaatsen in district Derwentside
- Consett
- Stanley